# 데빌 메이 크라이
《데빌 메이 크라이》(Devil May Cry)는 일본의 캡콤사가 플레이스테이션 2용으로 발매한 액션 게임이다. 이후 데빌 메이 크라이 2, 데빌 메이 크라이 3, 데빌 메이 크라이 4 등의 후속작이 발매되었다. 그리고 2007년에는 애니메이션으로 제작되기도 하였다.

## 게임 스토리
| 2001 | 데빌 메이 크라이           |
| 2002 |                            |
| 2003 | 데빌 메이 크라이 2         |
| 2004 |                            |
| 2005 | 데빌 메이 크라이 3         |
| 2006 | 데빌 메이 크라이 3: 특별판 |
| 2007 |                            |
| 2008 | 데빌 메이 크라이 4         |
| 2009 |                            |
| 2010 |                            |
| 2011 |                            |
| 2012 | 데빌 메이 크라이 HD 컬렉션 |
| 2013 | DmC                        |
| 2014 |                            |
| 2015 | 데빌 메이 크라이 4: 특별판 |

- 데빌 메이 크라이 1

약 2000년 전 마왕 문두스는 인간계를 지배하고자 하였다. 그러나 인간을 사랑했던 마검사 스파다는 악마들을 모두 마계로 돌려보내고 마계를 봉인하고, 사망할 때까지 인간계에 남는다. 그 후 약 2000년 후, 마검사의 아들 단테는 데빌 메이 크라이(Devil May Cry)라는 청부업 가게를 운영하며 데빌 헌터라는 직업으로 생계를 꾸리고 있다. 어느날 단테의 어머니 에바(Eva)와 똑같이 생긴 여성이 나타나 마왕 문두스를 처치해 줄것을 의뢰하는데....
- 데빌 메이 크라이 3

약 2000년 전, 마검사 스파다는 인간계를 지키기 위해 악마들을 배신을 하고 마계를 봉인한다. 그러나 그 역시 악마였기 때문에 그의 힘은 마계에 남아있게된다. 그 후, 시간은 흘러 2000년 후 그와 인간인 에바(Eva)사이에서 태어난 아들 단테(Dante)는 청부업의 형태로 데빌 헌터로서 생업을 꾸리기 위해 가게를 차리려고 한다. 가게도 오픈하지 않은 상태에서 아캄이라는 남자가 찾아와 단테의 형 버질(Virgil)의 초대를 알리고 사라진다. 그 후 가게에 난입한 악마들을 처리하고 나자 도시에 마계와 인간계를 이어주는 거대한 탑 '테멘니그루'가 나타나는데....
- 데빌 메이 크라이 4

네로는 포르투나라는 도시의 스파다를 믿는 종교단체의 일원이다. 교황 상투스가 사람들을 모아두고 설교를 하고 기도를 올리던 중, 네로는 따분해지자 성당을 떠나려 한다. 그 때, 붉은 코트를 입은 남자(단테를 뜻하나 초반부에는 "붉은 코트를 입은 남자(Man in red)"로 표기되어 있으므로 이렇게 표기한다.)가 난입을 하여 교황 상투스를 암살한다. 크레도는 지원병을 데리러 간 사이 네로는 시간을 끌기 위해 붉은 코트를 입은 남자를 대면한다. 그러나 붉은 코트를 입은 남자는 도주를 하고 크레도는 붉은 코트를 입을 남자를 추적할 것을 명하는데....
- DmC: 데빌 메이 크라이

악마인 아버지 '스파다'와 천사인 어머니 '에바'의 혼혈로 '네필림'인 단테. 그는 과거에 대한 희미한 기억만을 가지고 있다. 단테가 살고 있는 세계는 알고 보면, 마계의 왕인 '문두스'에 의해 기만당하고 조종당하는 세계이다. 네필림이라는 태생 때문에 문두스와 마계의 영향으로 인해 현실과는 또 다른 이공간인 림보에 드나들어 간섭할 수 있는 단테. 하루는 자신의 거주지인 트레일러에 '캣'이라는 여자가 찾아오게되고, 그 때 마침 자신을 추적해온 악마 '헌터'로 인해 단테는 림보로 끌려가게되는데...

## 등장인물
- 데빌 메이 크라이: 단테, 트리쉬, 네로 안젤로, 문두스.

- 단테(Dante)
- 트리쉬(Trish): 마왕 문두스가 단테를 암살하기 위해 단테의 어머니의 외모를 빌어 창조해낸 악마. 처음엔 문두스의 명령에 따라 단테를 죽이려 하지만, 단테와의 행동과 단테의 진심어린 충고 등으로 인해 그에게 애정을 느껴 단테를 도와 문두스를 쓰러뜨린다. 번개를 사용하는 능력을 가지고 있다. 문두스를 처리한 후에 단테와 데빌 네버 크라이(Devil Never Cry)를 운영하지만 그것도 잠시, 후에 자신의 일을 찾아 떠난다.
- 문두스(Mundus): 마계의 왕. 2000년 전 단테의 아버지 스파다에게 패배하여 마계에 봉인되어있었다. 단테를 암살하기 위해 트리쉬를 창조해 내었다. 다시 한번 인간계를 지배하려는 야욕을 보이지만, 단테에게 패배하여 다시 마계에 봉인된다.
- 네로 안젤로(Nero Angelo): 문두스에게 패하여 정신과 육체가 개조된 버질(Virgil)이다. 갑옷으로 중무장을 하고 있으며, 보스로 나온다. 단테는 별 망설임 없이 네로 안젤로를 쓰러뜨리지만, 쓰러진 네로 안젤로가 떨어뜨리고 사라진 에바(Eva)의 유품인 목걸이가 나오자 네로 안젤로가 자신의 쌍둥이 형임을 깨닫는다.
- 데빌 메이 크라이 2: 단테, 루시아

- 데빌 메이 크라이 3: 단테, 버질, 아캄, 제스터, 레이디(메어리)

- 버질(Vergil): 단테의 쌍둥이 형. 인간으로서의 삶을 살아가기로한 단테와 달리 악마로서의 삶을 택하였다. 자신의 어머니 "에바(Eva)"를 지키지 못한것은 자신의 힘이 부족했기 때문이라고 생각하며 계속해서 힘을 추구한다. 아버지가 물려준 검 야마토(Yamato)를 사용한다. 인간계와 마계를 이어주는 통로에서 단테에게 패한 후 스스로 마계로 떨어지며, 그 후에 문두스에게 도전하나 문두스에게 패배하여 후에 육체와 정신이 개조되어 데빌 메이 크라이 1에서 "네로 안젤로"라는 보스로 등장한다.
- 레이디(Lady): 본명은 메어리(Mary). 단테와 같이 악마 사냥을 하는 데빌 헌터로, 가족을 버리고 악마의 길을 선택한 아버지 '아캄(Arkham)'을 처단하기 위해 테멘니그루에 찾아오게 된다. 주로 총기류를 사용하며, 대표적 무기는 바주카포인 '카리나 안(이 이름은 레이디의 어머니 이름을 따서 사용했다고 한다.)'.
- 아캄(Arkham): 레이디(Lady)의 아버지. 그러나 가족을 버리고 악마에게 영혼을 팔았다. 스파다(Sparda)의 힘을 노리고 버질과 손을 잡는다. 레이디의 어머니를 죽임으로써 테미닛그루를 움직이는데 사용했다. 후에 자신의 계획대로 마계의 문을 열어 스파다의 힘을 손에 넣지만, 단테와 버질의 협공으로 힘을 잃고 다시 인간계로 떨어진다. 때마침 나타난 레이디에게 살해된다.
- 제스터(Jester): 아캄(Arkham)이 단테의 힘을 빼놓을 목적으로 마력으로 변장한 모습. 광대의 모습을 하고 있다. 여담이지만, 원래는 명칭을 조커(Joker)로 했지만, 다른 작품들과 많이 겹치게 되어 현재의 명칭이 되었다고 한다.
- 단테(Dante): 기본적으로 데빌 메이 크라이 1(이하 DMC 1)의 단테와 같다. 그러나 DMC 1에서처럼 포스 엣지(Force Edge)를 사용하지 않고 리벨리온(Rebellion)을 사용한다. 주무기는 앞서 언급한 리벨리온과 에보니&아이보리(Ebony&Ivory)이다. 지금까지 발매된 시리즈 중 데빌 메이 크라이 3가 시간상 가장 이르므로 가장 젊은 시절의 단테이다.
- 데빌 메이 크라이 4: 네로, 단테, 트리쉬, 레이디, 키리에, 크레도, 상투스, 아그너스, 글로리아(트리쉬)

- 네로(Nero): 마검교단에 입교해 있지만 그 이유는 신앙심이 아닌 단순히 키리에(Kyrie) 때문이다. 어떤 이유에서인지는 몰라도 오른팔은 악마의 팔이 되어있다. 상투스가 네로를 보고 "스파다의 피를 이어받았다"라고 말하는 것으로 보아 스파다의 먼 후손 중 하나라는 추측이 된다.(나중에 공식 아트북에서 소개될 때, 버질의 아들로 판명되었다.) 주 무기는 엑셀레이터가 장착되어있는 마검교단의 검을 자신의 힘에 맞게 개조한 레드 퀸(Red Queen), 리볼버의 형태를 띠고 있으며 한번에 2발의 총알이 발사되는 블루 로즈(Blue Rose)이며, 야마토(Yamato: 버질이 사용한 버질의 애검)를 사용하기도 한다. 처음에는 크레도(Credo)의 명령에 따라 단테를 추적하지만, 임무를 수행하면서 진정한 적이 누구인지 알게되었고, 상투스에게 납치된 키리에를 구하려다가 신(Savior)에 흡수되어 동력원으로 이용된다(이때 상투스는 키리에를 인질로 사용하여 같이 흡수한다.). 그러나 후에 단테의 도움으로 신 내부에서 상투스를 살해하고 키리에와 함께 탈출한다.
- 크레도(Credo): 키리에의 오빠이자 네로의 상관인 마검교단의 기사단중 한명. 네로에게 단테를 추적할 것을 명령하고, 단테에게 일시적으로(?) 암살된 상투스에게서 네로를 체포할 것을 명령받는다. 그러나 그 명령은 네로를 동력원으로 이용하기 위한 상투스의 계략이었고, 네로를 유인하기 위해 키리에를 이용하자 이에 분노하여 상투스를 배신한다. 그러나 신의 손에 붙잡힌 네로에게 도망칠 시간을 벌어주다가 상투스에게 살해된다. 숨을 거두기 전 단테에게 네로와 키리에를 구해줄 것과 신을 멈추는 것을 부탁하고 숨을 거둔다.
- 글로리아(Gloria): 트리쉬(Trish)가 마검교단에 잠입하기 위해 변장한 모습. 마검 스파다를 상투스에게 가져다 주어 환심을 산 것으로 보인다.
- 아그너스(Agnus): 마검교단의 일원. 악마를 연구하는 일을 하고있다. 말을 자주 더듬는다. 악마를 연구하기 위해 악마를 잡아야 하는데, 그 수가 부족하자 헬게이트(Hell Gate)를 모방한 문을 만들고 데빌 암(Devil Arm)을 이용해 악마들을 직접 소환해서 연구에 사용했다고 한다. 후에 야마토(Yamato)를 되찾으러 온 단테에게 패배하고, 살해된다.
- 단테(Dante): 데빌 메이 크라이 1, 2, 3에 나온 단테와 동일 인물. 기본적으로 데빌 메이 크라이 1의 단테와 동일하다. 다만 네로가 새 주인공으로 나오자 네로에게 밀려났다는 느낌이 적잖아 든다.
- 트리쉬(Trish): 데빌 메이 크라이 1에서 마왕 문두스가 단테를 암살하기 위해 단테의 어머니 에바의 모습을 빌어 창조한 악마. 글로리아(Gloria)로 변장해 마검교단에 잠입한다(이때 상투스에게 마검 스파다를 건네준다.). 후엔 단테는 신(Savior)를 추적하고, 트리쉬는 마을 주민을 대피시키는 일을 분담하기로 한다.
- 레이디(Lady): 데빌 메이 크라이 3의 레이디와 동일 인물. 마검교단이 악마들을 전부 잡아들여 자신의 돈줄(?)이 끊기고, 데빌 암(Devil Arm)을 수집한다는 것에서 수상함을 느껴 단테에게 이들을 조사하고 문제가 있을 시 해결해 줄 것을 의뢰한다.

## 이 게임의 특징
단순한 조작으로도 스타일리쉬한 액션을 연출 할 수 있다.(대부분의 액션이 공격키와 록-온키, 방향키의 단순한 조합으로 이루어진다.) 단순하면서도 복잡해 보이는 시스템이 겹쳐져있다.
- 데빌 메이 크라이 3

미션 도중에 공격을 하다보면 오른쪽 위쪽에 스타일 랭크가 나타난다.
DMC 3의 경우 Dope - Crazy - Blast - Alright - Sweet - SShowtime - SSStylish 의 랭크로 올라간다.
이 스타일 랭크는 미션 클리어 랭크에 막대한 영향을 끼치므로 가장 신경써야 할 부분이다.
스타일 랭크가 올라가면서 생기는 변화로는 데빌 메이 크라이3의 경우 적들이 사망할 시 드롭하는 레드오브의 개수가 늘어나고, 단테의 이동 및 공격속도가 미미하게나마 증가한다. 그리고, 각 스타일 랭크별로 단테의 도발 모션이 바뀐다
-없음~Crazy: Come on, wimp!(덤벼, 약골아!)
-Blast~Alright: Come and get it!(와서 뺏어봐!)
-Sweet~SShowtime: You scared?(너 쫄았냐?)
-SSStylish: Crazy~ huh~?(재밌는데?) 혹은 Sweeet babe~!(멋지구만?)
스타일 랭크를 올릴 때는 같은 액션을 반복해서는 안 되며, 서로 다른 액션을 섞어서 써야한다. 이외에도, 도발이나 회피, 로얄가드의 저스트 가드 등으로 스타일 랭크를 올릴 수 있고, 에니그마의 화살을 파괴하는 것으로도 스타일 랭크가 상승한다.
그러나 장시간 공격을 하지 않거나 데미지를 입었을 경우에는 스타일 랭크가 하락하므로 주의해야한다.
데빌 트리거는 잠시나마 단테를 악마의 모습으로 변하게 해주는 시스템이다. 악마로 변하게 되면 받는 데미지가 평소보다 적게 들어오며, 웬만한 공격에는 넉백이 되지 않는다. 또한 공격력, 공격속도, 이동속도도 상승하며, 체력이 조금씩 회복된다. 장착 하고 있는 데빌암에 따라 능력치의 상승이 달라진다. 예를 들면, 케르베로스를 장착하고 있으면 이동속도와 공격속도가 다른 데빌 암 보다 크게 증가하고, 네반을 장착하고 있으면 체력 회복속도가 상당히 증가하며, 베오울프를 장착시에는 공격력과 방어력이 크게 증가한다.
데빌 트리거를 이용해 마인화를 하여 공격을 하는 방법도 있지만, 데빌 메이 크라이3 에서는 데빌 트리거를 한번에 방출시켜 큰 데미지를 주는 공격을 할 수도 있다. 이를 "트리거 버스트(Trigger Burst)"라 부른다. 방법은 간단하다. 마인화 버튼을 누르고서 손을 떼지 않으면 데빌트리거 게이지가 한칸씩 붉게 변하는데, 붉게 변하고 나서 버튼에서 손을 떼면 붉게 변한 데빌 트리거 게이지가 한번에 소모되며 주변에 데미지를 준다. 데빌 메이 크라이 4에서는 삭제된 시스템이다.
데빌 메이 크라이 3부터는 "스타일" 시스템이 적용된다. 스타일의 종류로는
-회피에 중점을 둔 "트릭스터(Trickster)"
-데빌암을 이용한 공격에 중점을 둔 "소드마스터(Sword Master)"
-총기류를 이용한 공격에 중점을 둔 "건슬링어(Gunslinger)"
-적의 공격을 방어한 뒤 공격으로부터 축적한 마력을 한번에 방출하는 방식의 공격을 하는 "로얄가드(Royalguard)"
가 기본적으로 주어진다.
-후에 보스인 게류온을 쓰러뜨리면 획득하는 스타일인 "퀵실버(Quick Silver)"는 시간을 왜곡시켜 적들을 느리게 하는 기능이 있고,
-도플갱어를 쓰러뜨리면 획득하는 스타일인 "도플갱어(Doppelganger)"는 단테의 애프터 이미지(분신)을 만들어내 함께 공격하여 큰 데미지를 주는 스타일도 있다.
퀵 실버와 도플갱어를 제외한 4가지 스타일은 미션 중 악마들을 쓰러뜨리면 경험치가 오르며, Lv 3까지 올릴 수 있다.
각 스타일의 스타일 액션은 스타일 액션키를 누르면 발동이 가능하다.
PS2버전의 경우 도플갱어의 분신이 2P 컨트롤러로 조작이 가능하다.
- 데빌 메이 크라이 4

새로운 캐릭터 네로가 등장하면서 단테와는 다른 전투 스타일이 생겨났다. 설정상 데빌 트리거를 완전히 제어하지 못하는 "스파다의 먼 후손" 쯤으로 생각되는 네로는 오른팔이 마인화가 되어있으며 이를 데빌 브링어(Devil Bringer)라고 부른다. 단테의 스타일 액션키를 이용해 사용가능하며, 데빌 브링어를 이용한 버스터는 큰 데미지를 줄 수 있는 시스템으로 매우 편리하다.
네로의 무기는 레드 퀸(Red Queen), 블루 로즈(Blue Rose), 그리고 버질의 애검이었던 야마토(Yamato) 뿐이다. 레드퀸의 경우 익시드(Exceed) 시스템이 적용되어있다. 공격 직후에 익시드 버튼(단테 기준으로, 총기류 교체 버튼이다.)을 입력하면 익시드 게이지가 한칸이 차며, 그 후 레드퀸을 이용한 공격을 하며 증가된 공격력과 범위공격을 하게 된다. 익시드는 익시드 버튼을 누르는 것으로도 채울 수 있다.
블루 로즈는 연사와 차지 샷(Charge Shot)만이 가능한데, 차지 샷의 데미지는 무시할 것이 못된다. 1단만 충전을 해도 작은 몹들은 넉백이 되며, 3단까지 충전을 하게 된다면 시간차로 폭발 공격까지 가해진다. 마인화를 한 상태에서 차지 샷을 사용하면 환영검이 추가로 날아간다(1단 차지의 경우, 2개의 환영검, 2단은 4개, 3단은 6개가 날아간다.).
야마토를 얻고 나면 네로는 데빌트리거 발동이 가능해지는데, 네로의 경우 데빌 트리거를 발동하면 주변의 적들에게 약간의 데미지를 주고 공중으로 약간 띄운다. 야마토를 이용한 공격은 맥시멈 배트와 쇼다운이 있다. 맥시멈 배트는 원거리 공격이며 모으기가 가능하다. 쇼다운은 근접거리 공격이며, 레드퀸을 동시에 이용한 공격으로, 두개 전부 데미지가 큰 공격이다.
단테의 경우도 많은 것이 변했다. 스타일은 미션 시작과 시공신상에서만 변경이 가능 했으나, DMC4에서는 전투 중에도 스타일 변경이 가능해져 어떤 스타일을 고를지 고민할 필요가 없어졌다. 그리고 각 스타일의 레벨을 올리기 위해서 적들을 죽이는 것이 아닌, 프라우드 소울로 개방을 하는 방식으로 변형되었다.
데빌암과 총기류도, 전작에 비해서는 조금 줄어들었지만, 3개의 총기, 3개의 데빌암 모두를 미션 중에 사용 가능해졌다.
단테의 트리거버스트 기능은 사라졌다. 다만 버그인지, 아니면 고의적으로 구현된 시스템인지는 모르겠으나, "디스토션(Distortion)"이라는 시스템이 존재한다. 공격과 동시에 마인화를 하게 되면, 그 데미지를 증폭시켜준다(길가메쉬의 리얼임팩트에 디스토션을 얹는 것은 플레이어들이 대량의 데미지를 주기 위한 방법으로 많이 사용한다.)
길가메쉬의 경우, 공격의 차지가 가능한데, "저스트 차지"라는 시스템이 존재하여 차지가 완료된 시점에 버튼에서 손을 떼면 더욱 강력한 데미지를 줄 수 있다(여기에 디스토션까지 얹는다면 DMD에서 보스의 체력을 반 이상 날려버리는 엄청난 상황까지 만들 수 있다.)
- DMC: 데빌 메이 크라이

리부트작 답게 이전 발매작인 3와 4의 스타일 시스템은 사라졌으며 대신 몇 가지 무빙기술을 비롯한 새로운 시스템이 적용되었다.
첫 번 째로 회피.
회피의 경우 일반적인 회피와 '데몬회피', '엔젤회피'로 나뉘는데 데몬회피와 엔젤회피는 어빌리티에서 습득가능한 기술로, 적의 공격타이밍에 잘 맞춰서 각각 데몬모드 혹은 엔젤모드로 회피했을 때 발동되는 기술이다.
데몬회피의 경우 일정시간동안 공격력이 상승하는 이점이 있고, 엔젤회피의 경우 회피직후 엔젤모드로 전환 후, 원하는 방향과 회피 커맨드로 진행하고자 하는 방향으로 도약할 수 있는 기술이다.
회피 계열의 기술은 공중과 지상 양쪽에서 모두 사용할 수 있으며, 데몬회피 직후 엔젤회피로 연계하는 것 또한 가능하다.
두 번 째로는 일반적인 무빙의 변화.
스타일 시스템의 삭제로 '트릭스터' 또한 삭제됨에 따라 이전처럼 다이나믹한 움직임을 구사하는 것을 좋아하는 유저는 아쉬울 수 있겠다.
대신 게임을 진행하며 입수할 수 있는 '데몬풀'과 '엔젤리프트'로 적이나 구조물을 끌어당기거나 혹은 빠르게 접근할 수 있다.
마찬가지로 후에 입수 가능한 '엔젤부스트' 또한 게임을 진행하는데 있어서 자주 구사하게 되는 기술로, 엔젤리프트를 통한 빠른 근접이 어려울때 대신 사용하기에도 좋다.
'에너미스텝'에 대해서는 판정이 매우 후해져 적과 어느정도 거리가 있어도 발동이 쉽게 가능하며, 총격에 의한 체공시간도 긴편이어서 공중에 머무르기가 한결 쉬워졌다.
또한 회피와 총격은, 일반적으로 자신의 거의 모든 근접공격을 캔슬할 수 있다.
록온 시스템의 삭제로 타겟은 정할 수 없지만, 이번작에서는 대체로 플레이어의 캐릭터가 정면으로 마주하고 있는 적을 1차적인 타겟으로 잡는다. 임의의 록온은 없지만 공격대상 전환 키와 시야를 적절하게 조절함으로써 원하는 방향의 원하는 적을 공격하는데에는 큰 어려움이 없다.
세 번 째로는 공격 스타일의 변화.
4와 마찬가지로 무기 선택에 제한을 두지 않았으며 무기 토글 형식이 아닌 '모드 전환'방식으로 무기를 한결 수월하게 전환할 수 있게되었다.(물론 데몬무기 엔젤무기 총기 내에서는 스위칭을 해야한다.)
또한 체공시간 유지가 쉬워짐에 따라 적을 공중에 띄워 무력하게 한 상태에서 안전하게 적을 공격하는 방식의 전투가 중요하게 되었다.
무기 전환시 이전 무기의 공격 커맨드가 누적되어 콤보의 형태를 이어나갈 수 있는 시스템이 추가되었다.
가령, 이전 작품에서 어떤 무기로 기술을 사용하다가 다른 무기로 바꿔서 공격 커맨드를 눌렀을 때 바뀐 무기의 새로운 공격이 나갔다면, 이번 작품에서는 '커맨드'를 기억하는 방식으로, x-x-x-x식으로 누르는 커맨드가 있다고 했을 때 네 번의 커맨드를 온전히 하나의 무기로 콤보를 이어나갈수도 있지만 처음 x-x이후 무기를 바꿔 커맨드를 이어나가면 바뀐 무기의 처음 선행되는 x-x기술은 발동하지 않게되고 이후에 입력하는 커맨드에 대하여 후속되는 기술이 나간다.
또한 환경 구조물을 이용한 공격이 가능해, 적을 벼랑에서 떨어뜨리거나 달리는 열차 혹은 맵상의 주변 구조물로 적을 처리할 수도 있다.

## 데빌 암즈(Devil Arms)
- 데빌 메이 크라이 1

- 포스 엣지(Force Edge): 단테의 아버지 스파다가 물려준 대검. 기본적으로 주어지는 무기이다. 레전드 소드라고도 부른다.
- 아라스톨(Alastor): 번개의 힘을 지닌 마검. 대검의 형태를 띠고 있다. 에어하이크를 사용할 수 있게 해주며, 기본적으로 스파다, 포스 엣지와 같은 콤보를 구사할 수 있다.
- 이프리트(Ifrit): 불의 힘을 지닌 권갑. 공격거리가 짧으나 기본 데미지가 크며 모으기도 가능하다.
- 스파다(Sparda): 단테가 지니고 있던 목걸이와 네로 안젤로가 떨어뜨리고 사라진 목걸이가 합쳐진 것이 레전드 소드의 진정한 힘을 깨운 형태. 검과 낫의 형태로 변형이 가능하며 단발 위력은 최강을 자랑한다. 하지만 장비시에는 미션 22를 제외하고는 마인화가 불가능하며, 에어하이크가 없기 때문에 핸디캡 무기이기도 하다.
- 데빌 메이 크라이 3 (+SE)

- 리벨리온(Rebellion): 스파다가 단테에게 물려준 검. 기본적으로 주어지는 무기이다. 대검의 형태를 띠고 있다. '마' 속성을 지니고있다.
- 케르베로스(Cerberus): 테멘닛그루의 입구를 지키고있던 머리가 셋이 달려있는 개 형태의 악마의 혼이 변한 삼절곤 형태의 무기. '냉기' 속성을 지니고 있다.
- 아그니&루드라(Agni&Rudra): 테멘닛그루의 문을 지키고 있던 검 형태의 보스. 단테에게 패배한 후 아무 말도 하지 않는다는 조건 하에 단테와 동행하게 된다. 아그니는 '염', 루드라는 '풍' 속성을 지니고 있다.
- 네반(Nevan): 네반이라는 여악마가 변화된 형태의 데빌 암. 기타의 형태를 띠고 있다. '전격' 속성을 지니고 있다.
- 베오울프(Beowulf): 버질이 베오울프 제거한 후 획득한다. 권갑타입의 데빌암이다. 단테는 버질과의 2차 교전 후 버질이 떨어트리고 간것을 사용한다. '광' 속성을 지니고있다.
- 야마토(Yamato): 스파다가 버질에게 물려준 검. 일본도의 형태이며 칼집을 이용한 타격과 베기 및 발도술 등을 주로 사용한다. '암' 속성을 지니고있다.
- 포스 엣지(Force Edge): 스파다가 사용하던 마검 '스파다'의 전신이라 할 수 있다. 문두스와 마계를 봉인한 후, 자신의 힘 또한 이 검에 담아 봉인하게 되었다. 1에서 네로 안젤로와의 3차 교전 후 완전한 아뮬렛을 완성시킴으로써 진정한 힘이 깨어난다. 단테의 경우 1 커스텀(코트Off 포함)과 스파다 커스텀 선택시 사용할 수 있으며 기술은 리베리온과 같다. 버질의 경우 포스엣지&야마토 무기 장착시 사용 가능하며 야마토 지상 콤보에 2타가 추가되며 헬름브레이커, 스팅거, 하이타임, 라운드트립을 사용할 수 있다.
- 데빌 메이 크라이 4

- 길가메쉬(Gilgamesh): 데빌 메이 크라이 2를 제외하고 전 시리즈에서 등장하는 권갑타입의 데빌암이다. 에키드나가 나타난 헬게이트의 동력원으로 사용되었다.
- 판도라(Pandora): 그냥 보기엔 좀 특이하게 생긴 서류가방이다. 그러나 다양한 형태로 변형이 가능한 데빌암이다(주로 총기류). 설정상으로는 666가지의 형태가 있다고 하지만 게임 내에서 사용가능한무기의 형태는 7가지(Jealousy,Epidemic,Hatred,Revenge,Argument,Grief,omen)뿐 그중(Argument,Grief,omen)은 건슬링거 스타일 전용 무기형태이며 재앙 게이지를 모아야 제대로된 위력을 발휘한다. 판도라로 공격을 하면 재앙 게이지가 차오르며 재앙 게이지에 따라 기술의 성능이 달라진다. 바엘이나 다곤이 나타난 헬게이트의 동력원으로 사용되었다.
- 루시퍼(Lucifer): 검을 심어둔 뒤에 폭파시키는 방법으로 데미지를 주는 데빌암(검이 공중에 머물기도 한다.). 시간이 지나면 자동으로 폭파한다. 베리얼이 나타난 헬게이트의 동력원으로 사용되었다.
- 시리즈가 지나면 전 시리즈에서 획득한 데빌암즈가 삭제되는 이유는 돈이 궁한 단테가 피자사먹을 돈이 부족하자 뒷거래로 데빌암즈들을 팔아버려서 라는 우스갯 소리가있다. 그러나 이는 근거가 없으며, 데빌암즈를 악용하면 어떤 일이 생기는지(예를 들어, 데빌 메이 크라이4에서는 헬 게이트의 영향으로 악마들이 나타난다.) 잘 아는 단테는 데빌 암즈를 함부로 팔아넘기지는 않을 것이다. 다만 그 힘을 봉인하여 어딘가에 숨겨놓았을 확률이 크다.

- DmC: 데빌 메이 크라이

- 리베리온: 단테의 장검, 디자인이 전작과다르게 해골이없음.
- 에보니&아이보리: 단테의 두정의 권총, 디자인이 달라지고 위력이 약해졌으며, 적의 공격흐름을 끊는데 주로 쓰인다. 차지해서 사용하는 '리코샷'은, 비교적 아머가 약해 판정이 유효한 적들을 튕겨다니며 잠시동안 적이 공격을 시도할 수 없게 한다.
- 아비터: 아버지인 스파다의 초상화에서 얻은 도끼. 아머가 강한 적을 무력화하는데 자주 사용되며 데미지가 높다. 데몬웨폰.
- 오시리스: 어머니인 에바의 초상화에서 얻은 낫. 광범위한 공격과 타격이 누적될수록 무기의 공격력이 올라가는게 특징이다. 엔젤웨폰.
- 에릭스: 보스인 서큐버스를 쓰러트리고 얻을 수 있는 데몬웨폰, 손에 장착된다.
- 아퀼라: 보스인 밥 바바스를 쓰러트리고 얻을 수 있는 부메랑형태의 엔젤웨폰, 다수 타겟의 공격이 가능하며 지상이나 공중에서 적을 끌어올 수 있다.
- 레버넌트: 샷건. 버질이 단테에게 준다. 근접한 적에게 특히 효과적이다.
- 카볼루이: 테이저건. 버질이 단테에게 준다. 전기충격기이지만 림보에서는 강한무기가된다. 타겟에게 다트를 발사하고 커맨드 입력시 다트를 폭파시키는 형태의 무기이다.

## 출시 기종
- 데빌 메이 크라이 1, 2, 3 // PS2

- 데빌 메이 크라이 HD 컬렉션 // PS3, Xbox360

- 데빌 메이 크라이 3 SE // PS2, PC, mobile

- 데빌 메이 크라이 4 // PS3, Xbox360, PC, iPhone

- 데빌 메이 크라이 단테 x 버질 // mobile

- 데빌 메이 크라이 // mobile

- DmC: 데빌 메이 크라이 // PS3, Xbox360, PC

| 게임                       | 게임랭킹스 | 메타크리틱                 |
| -------------------------- | ---------- | -------------------------- |
| 데빌 메이 크라이           | -          | (PS2) 94                   |
| 데빌 메이 크라이 2         | -          | (PS2) 68                   |
| 데빌 메이 크라이 3         | -          | (PS2) 84                   |
| 데빌 메이 크라이 3: 특별판 | -          | (PS2) 87 (PC) 66           |
| 데빌 메이 크라이 4         | -          | (PS3) 84 (X360) 84 (PC) 78 |
| 데빌 메이 크라이 HD 컬렉션 | -          | (X360) 77 (PS3) 74         |
| DmC: 데빌 메이 크라이      | -          | (X360) 86 (PS3) 85 (PC) 85 |
| DmC: 데빌 메이 크라이      | -          | (XONE) 86 (PS4) 83         |
| 데빌 메이 크라이 4: 특별판 | -          | (XONE) 76 (PS4) 75 (PC) 72 |